# درسنامه طب خواب
درسنامه طب خواب تألیف میرفرهاد قلعه‌بندی است که توسط انتشارات ارجمند در سال ۱۷ فروردین ۱۳۹۵ منتشر شد. این کتاب در سی و چهارمین دوره جایزه کتاب سال جمهوری اسلامی ایران، به‌عنوان «کتاب سال ایران» برگزیده شد.
این کتاب از مباحث پایه از جمله چرخه خواب، بیداری و شناخت خواب آغاز و تا طبقه‌بندی اختلالات خواب، همه‌گیرشناسی اختلالات خواب و تبعات اقتصادی و اجتماعی ناشی از مشکلات خواب بر جوامع را در برمی‌گیرد؛ مبحثی نیز به موضوع پزشکی قانونی و اختلالات خواب اختصاص دارد.